# Горни Грічов
Горни Грічов (словац. Horný Hričov) — село, громада округу Жиліна, Жилінський край, регіон Горне Поважіє. Кадастрова площа громади — 5,78 км².
Населення 793 особи (станом на 31 грудня 2017 року).

## Історія
Горни Грічов згадується 1208 року.

## Населення
| Рік:            | 1994. | 2004.    | 2014.   | 2024.    |
| --------------- | ----- | -------- | ------- | -------- |
| Кількість осіб: | 706   | 780      | 803     | 884      |
| Різниця:        |       | +10,48 % | +2,94 % | +10,08 % |

| Рік:            | 2023. | 2024.   |
| --------------- | ----- | ------- |
| Кількість осіб: | 874   | 884     |
| Різниця:        |       | +1,14 % |